# Джон Дориан
Джонатан Майкл «Джей Ди» Дориан — персонаж американской комедии-драмы «Клиника», которого играет Зак Брафф. За свою роль в сериале Брафф был номинирован на премию «Эмми» в 2005 году и три раза подряд номинировался на премию «Золотой Глобус» в 2005, 2006 и 2007 годах. Джей Ди является рассказчиком и главным героем серии (до 5 серии 9 сезона). Его голос звучит за кадром в подавляющем большинстве серий, голос излагает его внутренние мысли и общую обстановку в сериале и часто связывает тематическую историю в каждом эпизоде.
Свое имя и характер герой получил во многом благодаря другу создателя сериала Билла Лоуренса — доктора Джонатана Дориса, врача одного из медицинских центров Лос-Анджелеса. Доктор Дорис стал также одним из консультантов сериала. Джей Ди появляется в каждом эпизоде первых 8 сезонов «Клиники», за исключением двух эпизодов: «Моё отсутствие» (в котором он общался только через сотовый телефон) и «Моя полная луна», 9 и 13 эпизода 8 сезона, соотвественно.

## Семья
Джон — младший сын Сэма и Барбары Дорианов (родился приблизительно в 1975 году в Тротвуде, штат Огайо). У него есть старший брат Дэн.
Когда Джону было семь лет, его родители развелись. Впоследствии его мать была замужем еще шесть раз. В четвёртом сезоне отец Джей Ди, Сэм Дориан, скончался.
В третьем сезоне также стало известно, что у Джона есть 2 бабушки: бабушка Дориан, которая умерла, и бабушка Нокс — расистка.
В начале седьмого сезона у Джей Ди и Ким Бригс рождается сын, Сэм Пэрри Гиллиган Дориан.

## Карьера
Первоначально, Джей Ди появился в клинике как стажёр (1 сезон). Позже он получил постоянную работу в штате больницы (2-4 сезон) и в настоящее время работает врачом, специализирующимся на внутренних болезнях. Он также возглавлял ординатуру вместе с Эллиот Рид.
Вместе с ним в клинике работают его лучшие друзья: врач Эллиот Рид, хирург Кристофер Тёрк и медсестра (и жена Тёрка) Карла Эспиноса.
У Джей Ди постоянно возникают конфликты с доктором Коксом, опытным лечащим врачом, который был руководителем Джона, когда последний был интерном. Но несмотря на то, что Кокс постоянно оскорбляет и унижает Джей Ди, на самом деле он относится к новичку очень уважительно и часто поддерживает его.
Хотя у Джей Ди множество недостатков, он проявил себя как квалифицированный врач. Кроме того, он умеет налаживать контакт даже с самыми замкнутыми пациентами.
В конце 8-го сезона Джей Ди уходит работать в другую клинику, чтобы быть ближе к сыну.
Однако в начале 9-го сезона оказывается, что старой клиники больше нет, а на её месте построили медицинский институт, в котором теперь преподаёт Джей Ди.

## Характер, привычки
В некоторых эпизодах Джей Ди забавляется с чучелом собаки по кличке Рауди, некоторое время передвигался по городу на скутере.
Также он увлекается коллекционированием шарфов.
Направляет взгляд наискосок вверх, когда фантазирует.
Джей Ди является поклонником рок-групп Toto и Journey, также слушает Майли Сайрус (в девятом сезоне он предлагал студентам диски со своей любимой музыкой и советовал любителям Майли Сайрус брать зеленые), Dido, Billy Ocean, Blondie, U2 и Джорджа Майкла. Его любимый напиток — яблочный мартини. Знает турецкий язык, что видно в 1 серии 5 сезона. В 16 серии 3 сезона заявляет, что левша, однако на протяжении сериала выполняет большинство действий как правша. Это может быть объяснено тем, что серия является двумя альтернативными реальностями в мыслях самого Джей Ди.

## Взаимоотношения с другими героями
- Тёрк и Джей Ди знакомы еще с колледжа и являются лучшими друзьями. До пятого сезона они жили в одной квартире. Друзья очень близки и понимают друг друга с полуслова, всегда поддерживают друг друга в тяжёлых ситуациях и вообще проводят очень много времени вместе. Джей Ди называет Тёркa «Шоколадным мишкой».[3] А Тёрк его называет «Ванильным мишкой»
- Эллиот стала подругой Джей Ди с самого начала совместной работы. Вскоре между ними начались романтические отношения, которые, однако, через некоторое время прекратились. Эллиот и Джон остались очень близкими друзьями, у которых нет друг от друга секретов. С пятого сезона Джей Ди живёт в квартире Эллиот. Их дружеские отношения возможно даже более близкие, чем между женатыми Тёрком и Карлой. В восьмом сезоне они снова начали встречаться. В девятом сезоне они поженились и ждут ребёнка.
- Доктор Кокс — руководитель Джей Ди во время его работы интерном. Доктор Кокс постоянно высмеивает и оскорбляет Джона, называет его «новичком» и «девочкой». В то же время Кокс всячески (хоть и не всегда явно) поддерживает Джей Ди, желая превратить его в первоклассного врача.
- Карла — хорошая подруга Джей Ди и жена его лучшего друга, Тёрка. В одном из эпизодов Джей Ди и Карла поцеловались. Она называет его «Бэмби»
- Ким Бриггс — врач-уролог, с которой Джей Ди некоторое время встречался. Она — мать его сына, Сэма.
- Уборщик — полусумасшедший уборщик, у которого с Джей Ди противостояние с самого первого дня, когда он (Джей Ди) предположил, что в сломанной двери, которую уборщик чинил, застрял пенни, а уборщик думал, будто Джей Ди его туда засунул. В последней серии восьмого сезона Джей Ди сознается, что пенни застрял в двери из-за него. В большинстве серий Уборщик всегда пользуется случаем насолить Джей Ди.